# Kazuki Iimura
Kazuki Iimura (en japonés: 飯村一輝, Iimura Kazuki, 27 de diciembre de 2003) es un deportista japonés que compite en esgrima, especialista en la modalidad de florete.
Participó en los Juegos Olímpicos de París 2024, obteniendo una medalla de oro en la prueba por equipos (junto con Kyosuke Matsuyama, Takahiro Shikine y Yudai Nagano). Ganó una medalla de oro en el Campeonato Mundial de Esgrima de 2023, en la prueba por equipos.

## Palmarés internacional
| Juegos Olímpicos   | Juegos Olímpicos | Juegos Olímpicos | Juegos Olímpicos    |
| Año                | Lugar            | Medalla          | Prueba              |
| ------------------ | ---------------- | ---------------- | ------------------- |
| 2024               | París (Francia)  | Medalla de oro   | Florete por equipos |
| Campeonato Mundial |                  |                  |                     |
| Año                | Lugar            | Medalla          | Prueba              |
| 2023               | Milán (Italia)   | Medalla de oro   | Florete por equipos |